# Gabriel Maugain
Gabriel Maugain  (* 10. September 1872 in Pointe-à-Pitre, Guadeloupe; † 1950) war ein französischer  Romanist, Italianist und Komparatist.

## Leben und Werk
Gabriel Joseph Maugain bestand 1899 die Agrégation de grammaire, war 1908 Stipendiat im Institut Français in Florenz und habilitierte sich 1909 mit den beiden Thèses Étude sur l'évolution intellectuelle de l'Italie de 1657 à 1750 environ (Paris 1909) und Documenti bibliografici e critici per la storia della fortuna del Fénelon in Italia (Paris 1910). Er lehrte zuerst an der Universität Grenoble, ab 1919 als Professor für Italienisch an der Universität Straßburg.
Von 1927 bis 1945 war Maugain Dekan der Philosophischen Fakultät und musste als solcher Ende 1939 (im Rahmen der von den Militärs angeordneten Evakuierung der Stadt) den Exodus der Universität nach Clermont-Ferrand mit organisieren. In Clermont weigerte sich die Fakultät, der in den Jahren 1940 und 1941 erfolgten Aufforderung der Nazis zur Rückkehr nachzukommen, und erlitt am 25. November 1943 als Repressalie die Ermordung und Deportation zahlreicher Mitglieder  der Professoren- und Studentenschaft (ein Vorgang, der, außer der Sonderaktion Krakau, nicht seinesgleichen hat).

## Weitere Werke
- L'Italie dans quelques publications de jésuites français, Paris 1910
- Boileau et l'Italie, Paris 1912
- Giosue Carducci et la France, Paris 1914
- L'Opinion italienne et l'intervention de l'Italie dans la guerre actuelle, Paris 1916
- Ronsard en Italie, Paris 1926
- Moeurs italiennes de la Renaissance. La Vengeance, Paris 1935
- (Hrsg.) Machiavelli, Le Prince. Les Discours. L'Art de la guerre. L'Histoire de Florence. Extraits, Clermont 1941